# Рене Адоре
Жанна де ла Фонте (фр. Jeanne de la Fonte), відома як Рене́ Адоре (фр. Renée Adorée; 30 вересня 1898 — 5 жовтня 1933) — американська акторка французького походження, популярна в Голлівуді в епоху німого кіно. Зірка картин «Великий парад» 1925 (вважається однією з найкращих німих картин) та «Шлюбний виклик» 1928. За внесок у розвиток кіноіндустрії удостоєна Зірки на Голлівудській алеї слави.

## Біографія
Народилася 30 вересня 1898 у французькому місті Лілль, департамент Нор, в сім'ї циркових артистів. Її кар'єра почалася вже в 5-річному віці, коли вона стала виступати в цирку разом з батьками. Підліткою вступила в невелику театральну трупу, з якою багато гастролювала Європою. Під час їх турне Російської імперії почалася Перша світова війна, і ла Фонте, покинувши трупу, втікала до Лондона. Звідти іммігрувала до Нью-Йорка, де продовжила театральну кар'єру.
Її кінокар'єра стартувала в 1920, втому ж році вона взяла псевдонім Рене Адоре. На початку 1921 року познайомилася в голлівудським актором Томом Муром і через 6 тижнів одружилася з ним, влаштувалася в будинку Мору в Беверлі-Гіллз. В 1924 році розлучилася. Через три роки одружилася з Шерманом Джиллом, розлучилася після 2 років спільного життя.
Адоре стала успішною в німому кіно. Найбільшої популярності вона досягла виконанням ролі Мелісандри у військовій мелодрамі «Великий парад» 1925 року. Фільм став одним з найбільших хітів студії «MGM» і вважається однією з найкращих німих картин. У 1928 році Адоре з'явилася оголеною в невеликому епізоді фільму «Шлюбний виклик», що викликало обурення в консервативному суспільстві.
З приходом звукового кіно Адоре стала однією з небагатьох, чия кар'єра не залишилася в ері німого кіно, проте знялася лише в чотирьох звукових картинах.
У 1930 році в неї був діагностований туберкульоз. Під час зйомок у фільмі «Виклик плоті» (1930) через погіршення здоров'я вимушена лягти в санаторій в місті Прескот в Аризоні. Щоб пройти дворічний курс лікування, була змушена закласти свою квартиру. У 1933, почуваючись достатньо здоровою для відновлення кінокар'єри, покинула санаторій. Але незабаром її здоров'я стало стрімко погіршуватися. У вересні того ж року їй свій будинок в передмісті Лос-Анджелеса і перебралася в санаторій Санланд. Там і померла 5 жовтня 1933 року, через кілька днів після свого 35-ліття. Похована на кладовищі «Голлівуд-Форевер». Все майно акторки, оцінене в $ 2,429, перейшло до її матері, що проживала в Англії.

## Пам'ять
За внесок у розвиток кіноіндустрії Рене Адоре удостоєна Зірки на Голлівудській алеї слави.

## Фільмографія
- 1925 — Великий парад / The Big Parade
- 1925 — Вибачте мене / Excuse Me
- 1926 — Витончений грішник
- 1926 — Чорний дрізд
- 1927 — На бульварі Зі
- 1928 — Заборонені години
- 1928 — Люди мистецтва
- 1928 — Хвиля імперії